# Unity Dow
Unity Dow   (Mochudi, 23 d'abril de 1959) és una advocada, jutgessa, activista pels drets humans i escriptora de Botswana. Prové d'un entorn rural de valors tradicionals. La seua mare no sabia llegir anglés i, en la major part dels casos, les decisions importants les prenien els homes.

## Biografia
Unity Dow estudià Dret a la Universitat de Botswana i Swazilàndia, i també dos anys a la Universitat d'Edimburg a Escòcia. La seua educació occidental va provocar una barreja de respecte i sospita al seu entorn.
El 1991, Unity Dow fou cofundadora de l'Escola Primària Baobab de Gaborone. També de la primera ONG a Botswana dedicada al VIH: Aids Action Trust.
Dow es feu coneguda com a advocada a partir del seu treball en defensa dels drets de les dones. Fou demandant en una causa que permeté que els fills de dones amb ciutadans estrangers foren considerats botswans. Abans d'aquest cas, d'acord amb la tradició i la doctrina, la nacionalitat era transmesa pel pare. Més tard fou la primera dona que formà part del Tribunal Suprem de Botswana.
Com a novel·lista, Dow ha publicat cinc llibres. La seua obra sol abordar la tensió entre els valors tradicionals i els occidentals. També aborda tòpics com la problemàtica de gènere i pobresa. Unity Dow col·laborà en el llibre Schicksal Afrika (Destinació Àfrica) de l'expresident alemany Horst Köhler el 2009. Al maig de 2010, Harvard Press publica el seu darrer llibre, Saturday is for Funerals, que descriu el problema de la sida a Àfrica.
Des del 2005, Unity Dow és membre de la missió de Nacions Unides a Sierra Leone per verificar el respecte de les normes internacionals de drets humans sobre les dones. El 13 de desembre de 2006 fou una dels tres jutges que fallà a favor de la restitució de terres ancestrals a nadius san.
Unity Dow ha estat convidada pel govern de Rwanda i les Nacions Unides per formar part d'una missió especial per tal de revisar la preparació dels funcionaris judicials de Rwanda per fer front als casos del genocidi del 1994.
Dow fou professora visitant a l'Escola de Lleis de la Universitat de Colúmbia, Nova York, durant l'any 2009, i a la Universitat de Cincinnati, a Ohio.
Després de retirar-se del Tribunal Suprem al 2009, fundà l'estudi legal "Dow & Associates" a Botswana al febrer de 2010. El 14 de juliol d'aquest any, fou guardonada amb la Medalla francesa de la Legió d'Honor, per representants del president francés Nicolas Sarkozy, per la seua trajectòria en defensa dels drets humans.
El 6 de juliol de 2012, Unity Dow fou designada pel Consell de Drets Humans de les Nacions Unides com una dels tres experts independents per a una missió de reconeixement sobre l'impacte dels assentaments il·legals israelians a Cisjordània sobre els palestins. Una versió preliminar de l'informe publicat el 13 de gener de 2013 generà un fort debat.
El 2014, Dow fou designada pel president Ian Khama com a membre especial del Parlament, càrrec que fou confirmat més tard pel 11é Parlament de Botswana. L'1 de març de 2015 fou designada ministra d'Educació i Desenvolupament de Capacitats del govern de Botswana.
El 14 de novembre de 2014, Dow representà LEGABIBO amb èxit (Associació de Gais, Lesbianes i Bisexuals de Botswana) en un judici contra l'estat per tal que li permeteren registrar la institució. Prèviament la sol·licitud havia estat rebutjada amb l'argument de ser inconstitucional.